# Buková (Třešť)
Buková (německy Bukau), jedna z částí města Třešť, se nachází dva kilometry severozápadně od centra města. Její název je odvozen od bukových lesů, které ves v dřívějších dobách obklopovaly. Jedná se o typickou zemědělskou obec, v současnosti obklopenou obdělávanými pozemky a nikoli lesy (jak tomu bylo dříve).

## Název
Název se vyvíjel od varianty Bukowa (1358), Bukowe (1385), Buckau (1678), Bukau (1718, 1720, 1751), Bukau a Bukowa (1846), Buckau a Bukov (1872) až k podobě Buková v roce 1881. Místní jméno vzniklo z přídavného jména buková.

## Historie
První zmínka o obci pochází z roku 1359. Byla součástí třešťské domény, jejíž osudy sdílela až do zrušení panství v roce 1848. Po třicetileté válce je zde zaznamenáno 14 osedlých, počet obyvatel se tedy mohl pohybovat mezi 60 až 90. Mezi nejstarší příjmení, která se v obci vyskytují, patří Lysý, Topinka a Roháček.
V letech 1869–1879 byla osadou obce Jezdovice, v letech 1880–1980 byla samostatnou obcí, 1. dubna 1980 se stala místní částí města Třešť.

## Přírodní poměry
Buková leží v okrese Jihlava v Kraji Vysočina. Nachází se 4 severozápadně od Třeště a 5 km východně od Batelova. Geomorfologicky je oblast součástí Česko-moravské subprovincie, konkrétně Křižanovské vrchoviny a jejího podcelku Brtnická vrchovina, v jejíž rámci spadá pod geomorfologický okrsek Otínská pahorkatina. Průměrná nadmořská výška činí 608 metrů. Nejvyšší bod, Hanzalka (663 m n. m.), leží jihozápadně od vsi. Jižní hranici katastru tvoří Sovův potok, východní částí katastru prochází Bukovský potok, na němž se rozkládají rybníky Broum a Zákotský rybník. V katastru Bukové leží přírodní památka Bukovské rybníčky se zachovalou typickou vodní vegetací s dominantními druhy mokřadních rostlin. Na zahradě za domem čp. 9 roste památná 30metrová lípa velkolistá, jejíž stáří bylo roku 2009 odhadováno na dvě stě let.

## Obyvatelstvo
Podle sčítání 1930 zde žilo v 34 domech 177 obyvatel. 177 obyvatel se hlásilo k československé národnosti. Žilo zde 177 římských katolíků.
| Rok            | 1869 | 1880 | 1890 | 1900 | 1910 | 1921 | 1930 | 1950 | 1961 | 1970 | 1980 | 1991 | 2001 | 2011 |
| -------------- | ---- | ---- | ---- | ---- | ---- | ---- | ---- | ---- | ---- | ---- | ---- | ---- | ---- | ---- |
| Počet obyvatel | 202  | 193  | 186  | 211  | 207  | 199  | 177  | 155  | 124  | 107  | 98   | 80   | 71   | 83   |

## Hospodářství a doprava
Rodinná farma Zahradníkových se specializuje na chov hovězího dobytka. Firma byla založena v roce 1992. Bukovou prochází silnice III. třídy č. 4021 ke komunikaci II. třídy č. 402 do Třeště. Dopravní obslužnost zajišťují dopravci ICOM transport, AZ BUS & TIR PRAHA a ČSAD Jindřichův Hradec. Autobusy jezdí ve směrech Dačice, Telč, Pelhřimov, Praha, Počátky, Třešť, Jihlava a Jemnice.

## Školství, kultura a sport
Děti dojíždějí do základní školy v Třešti. Působí zde Sbor dobrovolných hasičů Buková. Nachází se zde kulturní dům, který byl přestavěn ze školní budovy z 19. století. Na návsi stojí dětské a volejbalové hřiště.

## Pamětihodnosti
- Boží muka jižně od vsi - kulturní památka České republiky
- Zvonička na budově hasičské zbrojnice a místní knihovny čp. 30
- Kříž z roku 1948 před zvoničkou
- Památná lípa velkolistá u domu čp. 9 - památný strom Lípa v Bukové č. 100888 dle AOPK

## Další fotografie

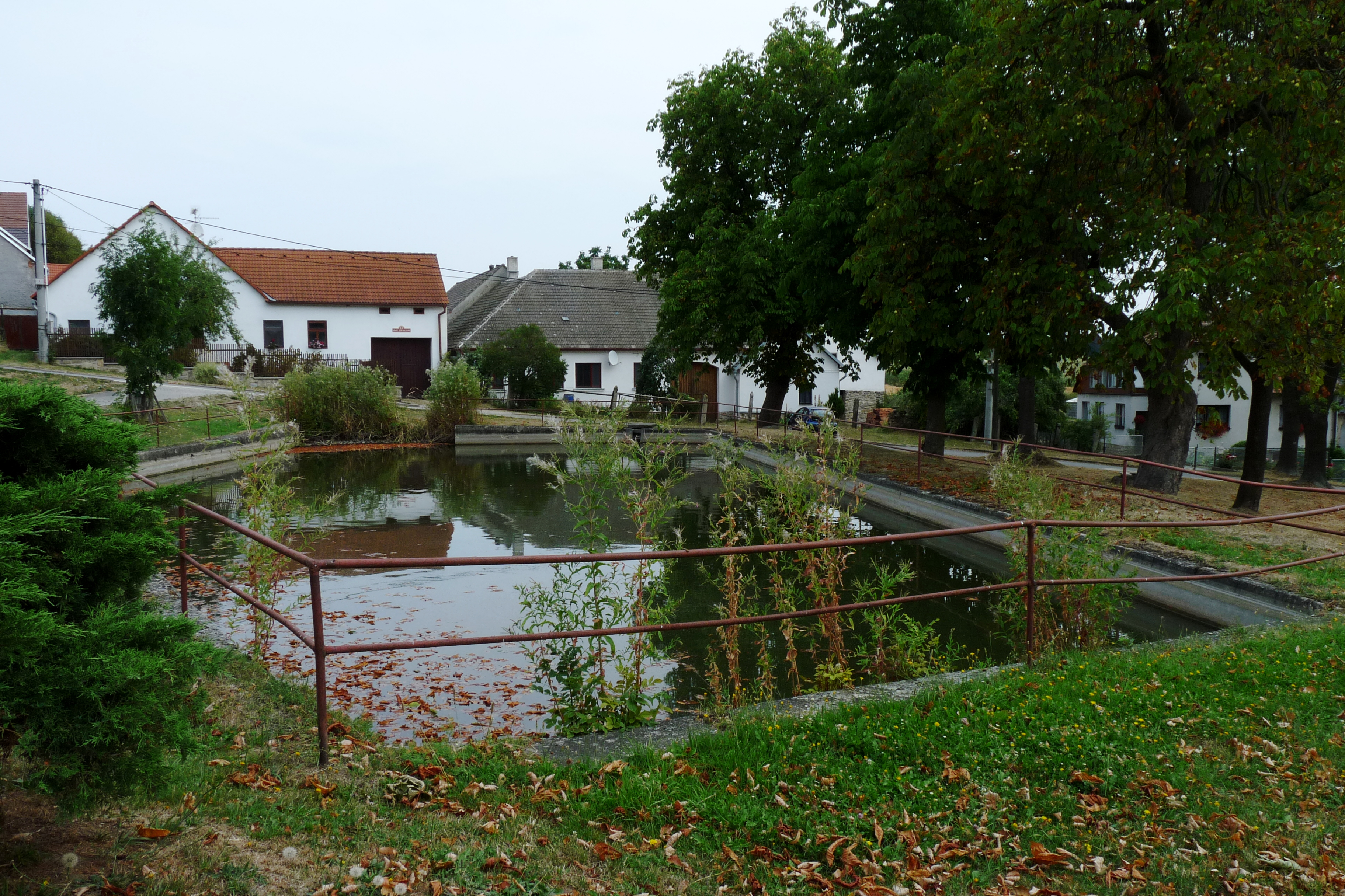
Náves
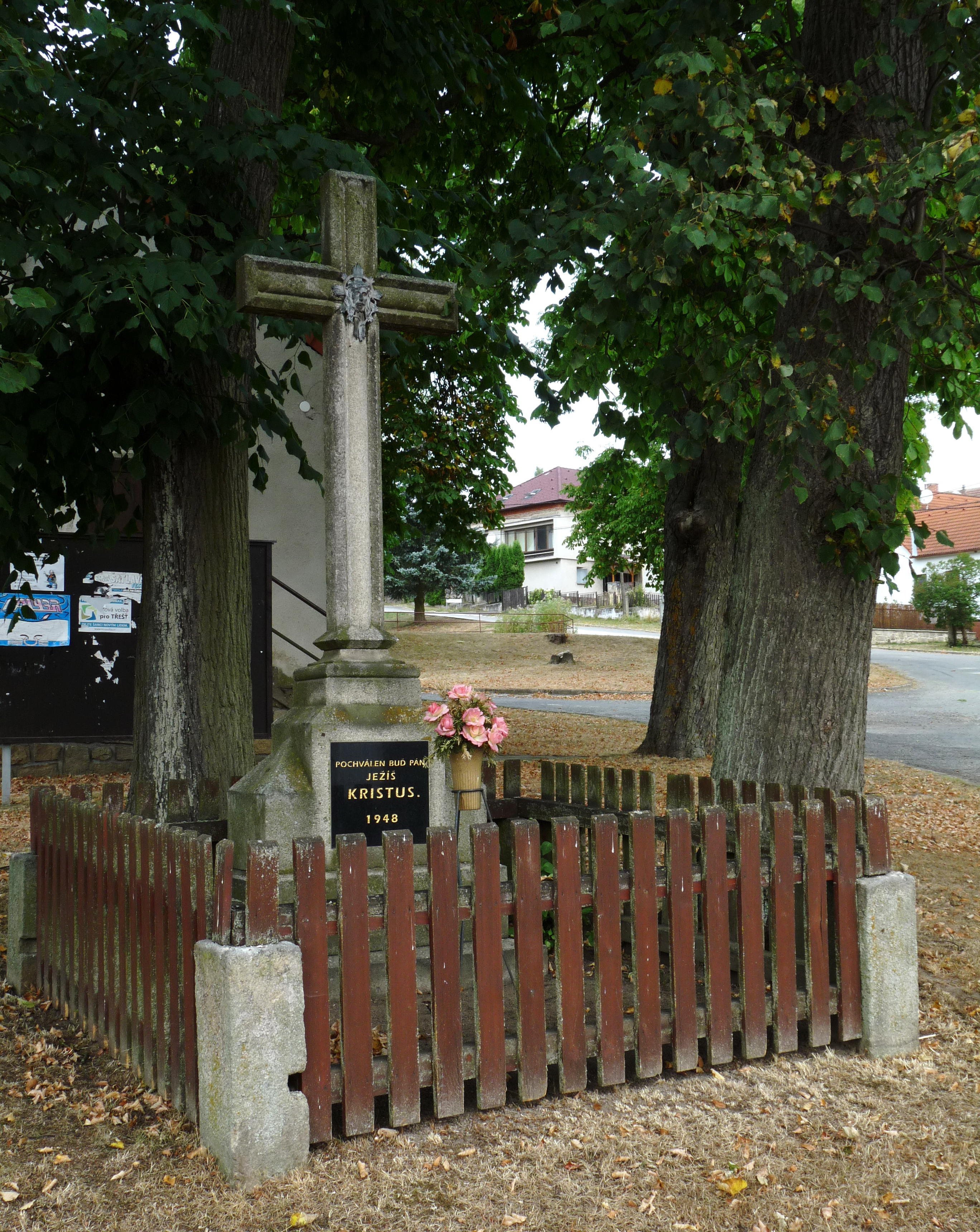
Kříž u čp. 30
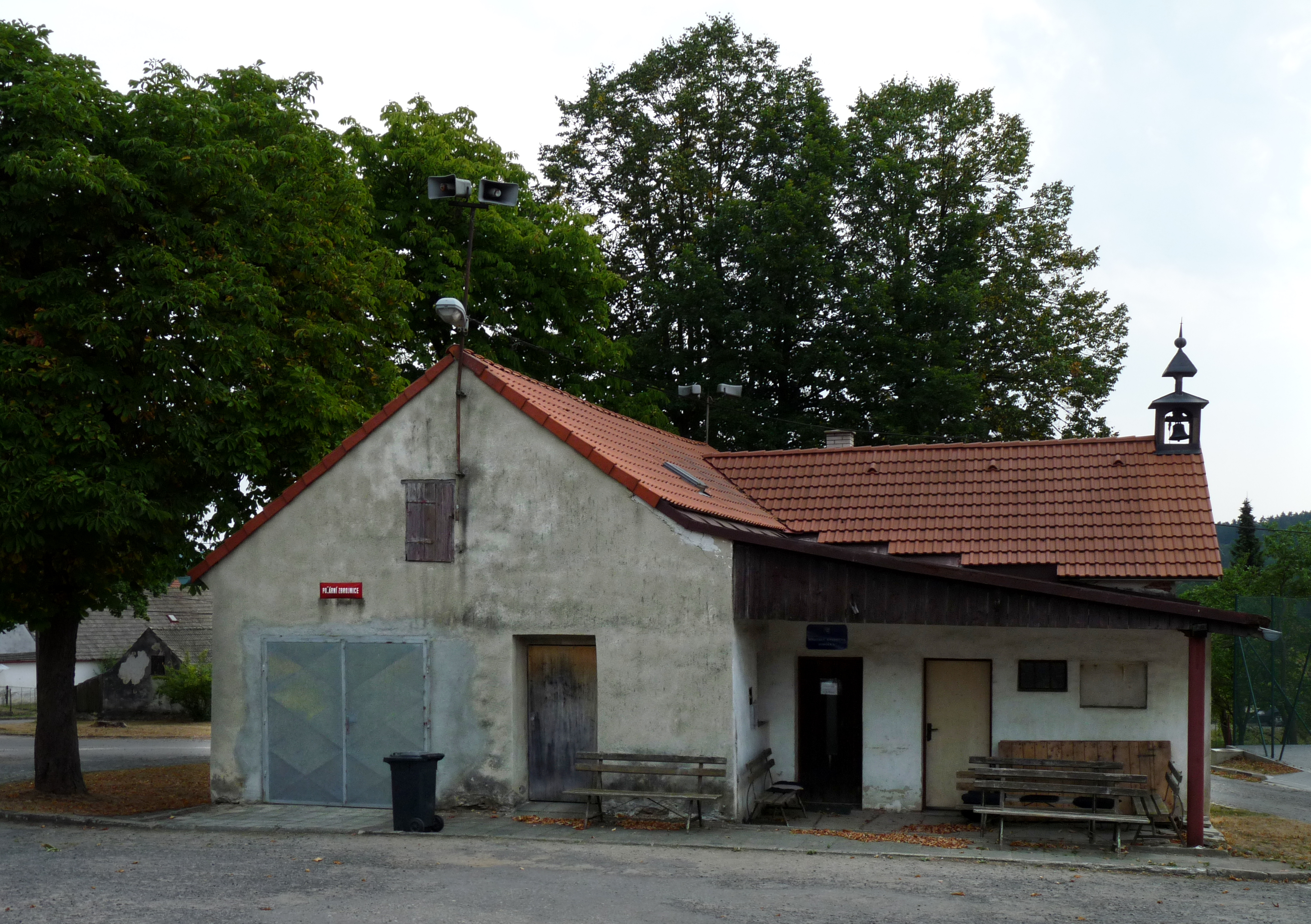
Hasičská zbrojnice a knihovna čp. 30
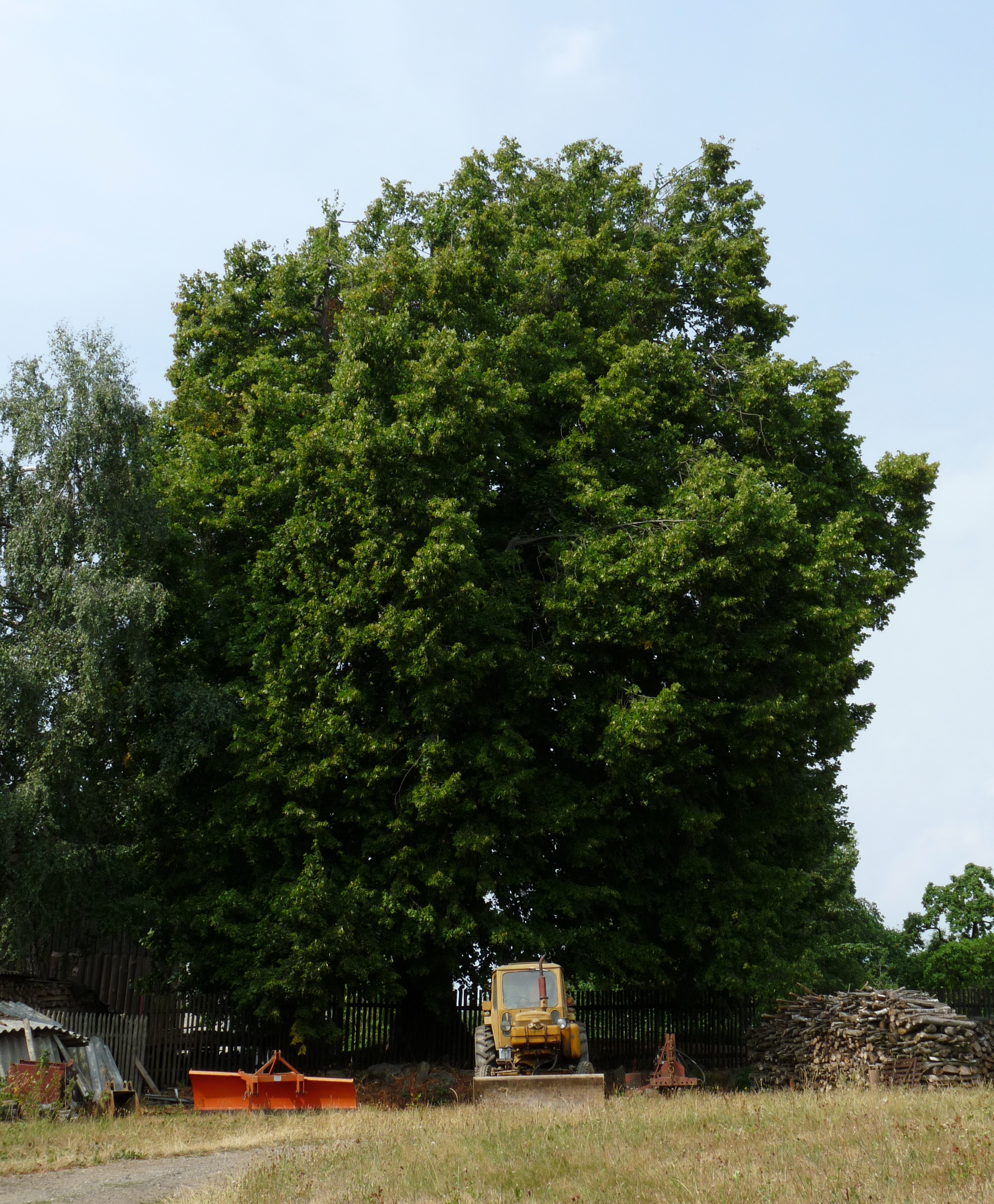